# Robotech II: The Sentinels
Pour plus de détails, voir Fiche technique et Distribution.
Robotech II: The Sentinels est un film d'animation sorti en vidéo en 1988, composé des trois premiers épisodes du projet avorté d'une suite de Robotech: The Macross Saga. Le scénario et la réalisation sont de Carl Macek.

## Synopsis
Nous sommes en 2022. Après la destruction des forteresses SDF-1 et -2, le gouvernement mondial a créé d'autres forteresses et a constitué la Robotech Expeditionary Forces (REF). Le général Rick Hunter et l'amiral Lysa Hayes préparent une expédition vers la planète Tirol, monde d'origine des Maîtres de Robotech, avec la nouvelle forteresse SDF-3. De leur côté, les Maîtres de Robotech recherchent activement l'ASS-1 car il contenait les secrets de la Protoculture ; la planète Tirol, affaiblie, est attaquée par les Invids...